# Kyrkhult
Kyrkhult est une localité de Suède située dans la commune d'Olofström du comté de Blekinge. Elle couvre une superficie de 1,17 km2. En 2010, elle compte 937 habitants.